# Aimee Willmott
Aimee Willmott, född 26 februari 1993, är en brittisk simmare.
Willmott tävlade för Storbritannien vid olympiska sommarspelen 2012 i London, där hon blev utslagen i försöksheatet på 400 meter medley. Vid olympiska sommarspelen 2016 i Rio de Janeiro tävlade Willmott i två grenar. Hon slutade på sjunde plats på 400 meter medley och blev utslagen i försöksheatet på 200 meter fjärilsim.